# 奧卡斯 (阿爾及利亞)
36°38′N 5°15′E / 36.633°N 5.250°E

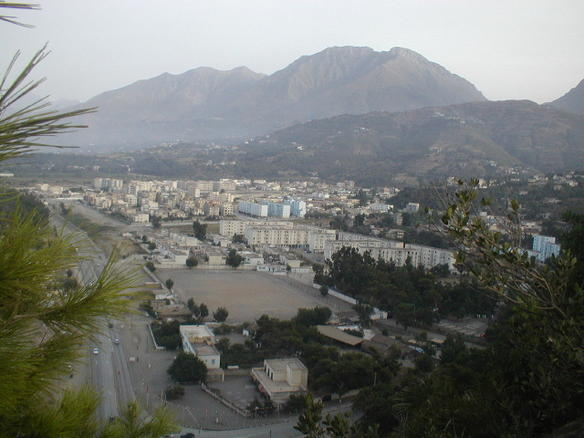

奧卡斯（阿拉伯语：‎），是阿爾及利亞的城鎮，位於該國北部，由貝賈亞省負責管轄，是奧卡斯區的首府，面積28平方公里，2008年人口15,989人，人口密度每平方公里574人。